# Beyries
Pour les articles homonymes, voir Beyries (homonymie).
Beyries (en gascon Veirias) est une commune du Sud-Ouest de la France, située dans le département des Landes (région Nouvelle-Aquitaine).
Le village se trouve sur la voie de Vézelay du chemin de Compostelle.

## Géographie

### Localisation
Commune située en Chalosse, elle est limitrophe du département des Pyrénées-Atlantiques.

### Communes limitrophes
Les communes limitrophes sont  Argelos, Bassercles, Castaignos-Souslens et Sault-de-Navailles.
|                                           | Castaignos-Souslens |            |
|                                           | Beyries             | Argelos    |
| Sault-de-Navailles (Pyrénées-Atlantiques) |                     | Bassercles |

### Climat
Pour des articles plus généraux, voir Climat de la Nouvelle-Aquitaine et Climat des Landes.
Historiquement, la commune est dans une zone de transition entre les climats océaniques aquitain et basque.  
En 2020, Météo-France publie une typologie des climats de la France métropolitaine dans laquelle la commune est dans une zone de transition entre le climat océanique et le climat de montagne et est dans la région climatique  Pyrénées atlantiques, caractérisée par une pluviométrie élevée (>1 200 mm/an) en toutes saisons, des hiver très doux (7,5 °C en plaine) et des vents faibles.
Pour la période 1971-2000, la température annuelle moyenne est de 13,3 °C, avec une amplitude thermique annuelle de 14,1 °C. Le cumul annuel moyen de précipitations est de 1 153 mm, avec 12 jours de précipitations en janvier et 7,8 jours en juillet. Pour la période 1991-2020, la température moyenne annuelle observée sur la station météorologique la plus proche, située sur la commune de Pomps à 12 km à vol d'oiseau, est de 14,1 °C et le cumul annuel moyen de précipitations est de 1 062,2 mm,. Pour l'avenir, les paramètres climatiques de la commune estimés pour 2050 selon différents scénarios d’émission de gaz à effet de serre sont consultables sur un site dédié publié par Météo-France en novembre 2022.

## Urbanisme

### Typologie
Au 1er janvier 2024, Beyries est catégorisée commune rurale à habitat dispersé, selon la nouvelle grille communale de densité à sept niveaux définie par l'Insee en 2022.
Elle est située hors unité urbaine. Par ailleurs la commune fait partie de l'aire d'attraction d'Orthez, dont elle est une commune de la couronne,. Cette aire, qui regroupe 26 communes, est catégorisée dans les aires de moins de 50 000 habitants,.

### Occupation des sols

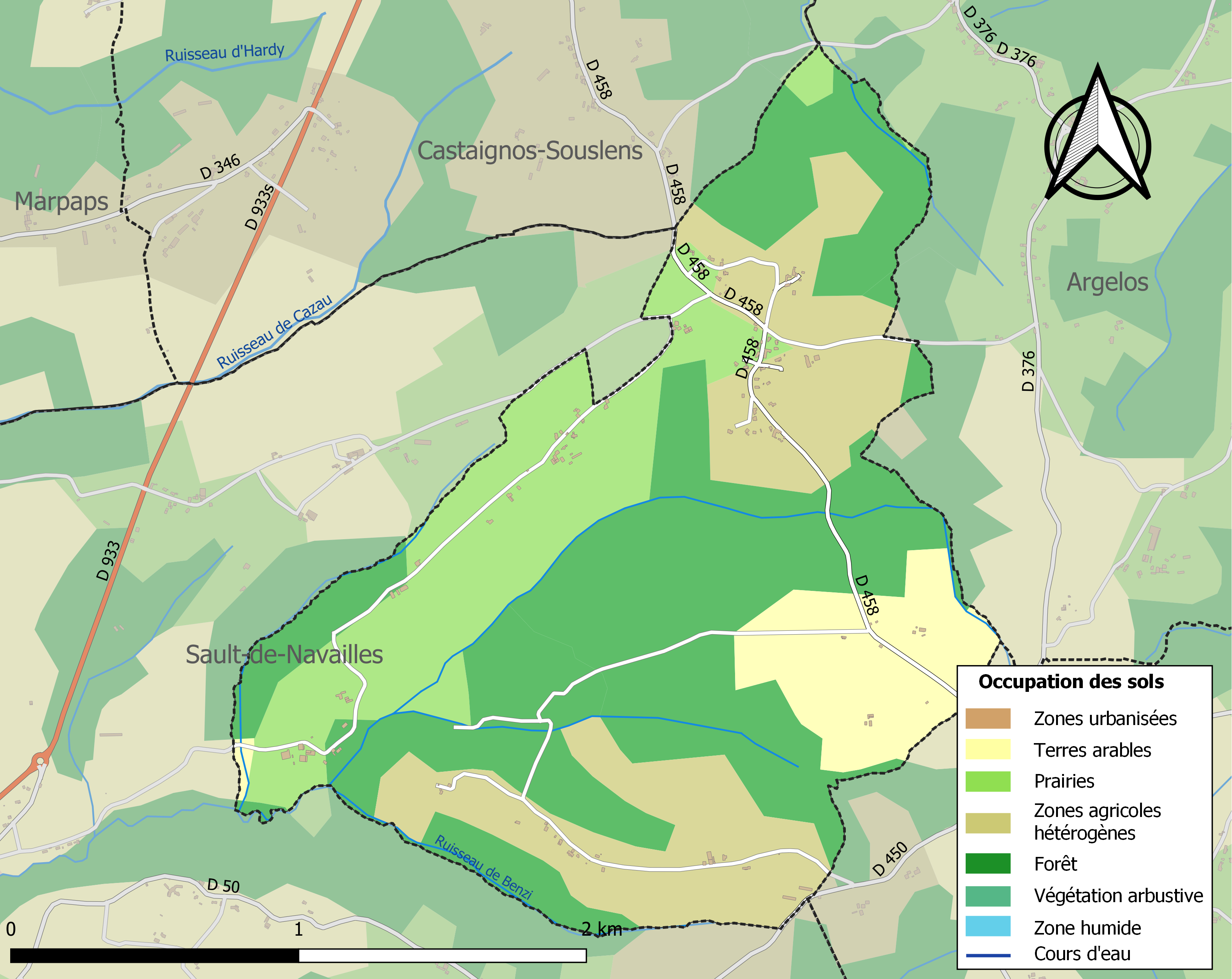
Carte des infrastructures et de l'occupation des sols de la commune en 2018 (CLC).

L'occupation des sols de la commune, telle qu'elle ressort de la base de données européenne d’occupation biophysique des sols Corine Land Cover (CLC), est marquée par l'importance des territoires agricoles (54,6 % en 2018), une proportion identique à celle de 1990 (54,6 %). La répartition détaillée en 2018 est la suivante : forêts (45,4 %), zones agricoles hétérogènes (23,9 %), prairies (20,8 %), terres arables (9,9 %). L'évolution de l’occupation des sols de la commune et de ses infrastructures peut être observée sur les différentes représentations cartographiques du territoire : la carte de Cassini (XVIIIe siècle), la carte d'état-major (1820-1866) et les cartes ou photos aériennes de l'IGN pour la période actuelle (1950 à aujourd'hui).

### Risques majeurs
Le territoire de la commune de Beyries est vulnérable à différents aléas naturels : météorologiques (tempête, orage, neige, grand froid, canicule ou sécheresse), mouvements de terrains et séisme (sismicité modérée). Un site publié par le BRGM permet d'évaluer simplement et rapidement les risques d'un bien localisé soit par son adresse soit par le numéro de sa parcelle.
Les mouvements de terrains susceptibles de se produire sur la commune sont des tassements différentiels.

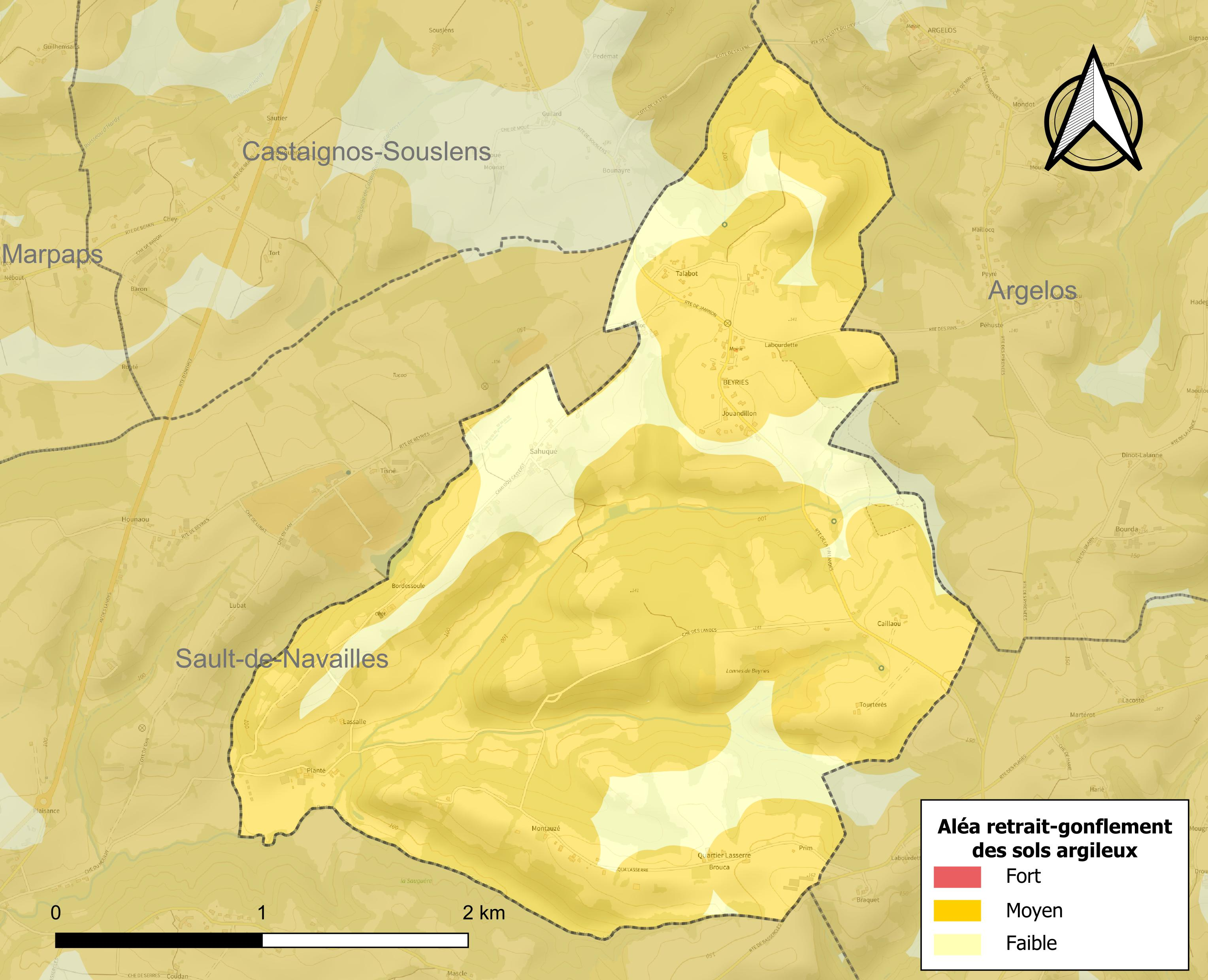
Carte des zones d'aléa retrait-gonflement des sols argileux de Beyries.

Le retrait-gonflement des sols argileux est susceptible d'engendrer des dommages importants aux bâtiments en cas d’alternance de périodes de sécheresse et de pluie. 81 % de la superficie communale est en aléa moyen ou fort (19,2 % au niveau départemental et 48,5 % au niveau national). Sur les 63 bâtiments dénombrés sur la commune en 2019,  53 sont en aléa moyen ou fort, soit 84 %, à comparer aux 17 % au niveau départemental et 54 % au niveau national. Une cartographie de l'exposition du territoire national au retrait gonflement des sols argileux est disponible sur le site du BRGM,.
La commune a été reconnue en état de catastrophe naturelle au titre des dommages causés par les inondations et coulées de boue survenues en 1999 et 2009 et par des mouvements de terrain en 1999

## Toponymie
Son nom vient du latin vitrinas (« verrerie »). À rapprocher avec Védrines du Massif central.

## Histoire
Beyries est la dernière étape landaise du pèlerinage de Saint-Jacques-de-Compostelle sur la voie limousine.

## Politique et administration
| Période                                  | Période  | Identité            | Étiquette | Qualité            |
| ---------------------------------------- | -------- | ------------------- | --------- | ------------------ |
| 1971                                     | 2014     | Albert Darricarrère | PS        | Retraité agricole  |
| mars 2014                                | En cours | Martine Hillotte    | DVD       | Assistante sociale |
| Les données manquantes sont à compléter. |          |                     |           |                    |

## Démographie
| 1793 | 1800 | 1806 | 1821 | 1831 | 1836 | 1841 | 1846 | 1851 |
| ---- | ---- | ---- | ---- | ---- | ---- | ---- | ---- | ---- |
| 194  | 175  | 197  | 212  | 219  | 224  | 230  | 245  | 223  |

| 1856 | 1861 | 1866 | 1872 | 1876 | 1881 | 1886 | 1891 | 1896 |
| ---- | ---- | ---- | ---- | ---- | ---- | ---- | ---- | ---- |
| 211  | 213  | 208  | 206  | 186  | 174  | 183  | 171  | 180  |

| 1901 | 1906 | 1911 | 1921 | 1926 | 1931 | 1936 | 1946 | 1954 |
| ---- | ---- | ---- | ---- | ---- | ---- | ---- | ---- | ---- |
| 179  | 176  | 154  | 146  | 143  | 145  | 129  | 111  | 100  |

| 1962 | 1968 | 1975 | 1982 | 1990 | 1999 | 2006 | 2007 | 2012 |
| ---- | ---- | ---- | ---- | ---- | ---- | ---- | ---- | ---- |
| 107  | 83   | 82   | 85   | 94   | 86   | 93   | 94   | 113  |

| 2017 | 2022 | - | - | - | - | - | - | - |
| ---- | ---- | - | - | - | - | - | - | - |
| 128  | 123  | - | - | - | - | - | - | - |

## Économie
La commune possède une carrière de sable exploitée pour la fabrication de verre.

## Culture locale et patrimoine

### Lieux et monuments
- Église Saint-Blaise de Beyries.

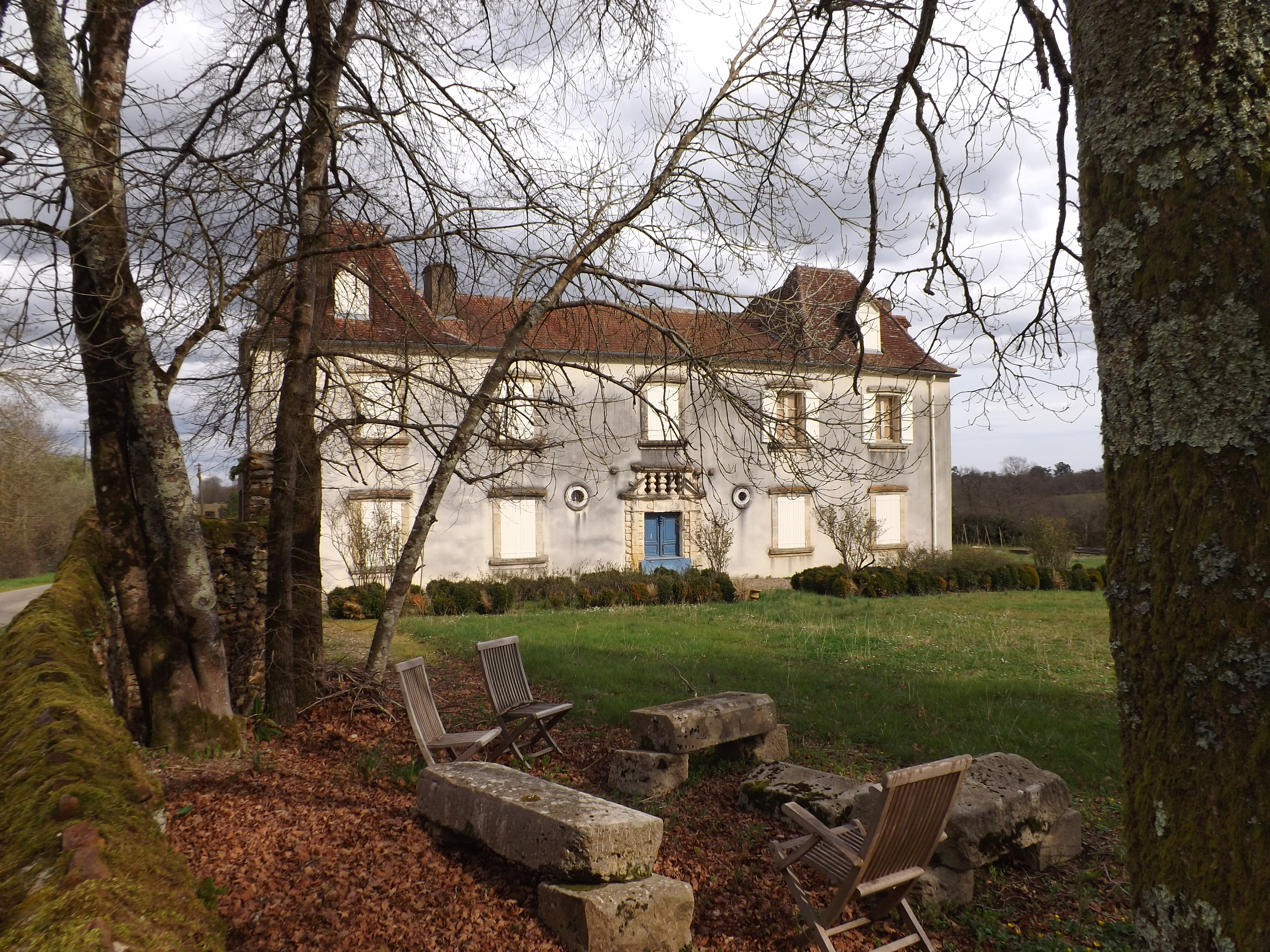
Le château de Beyries.

- Château de Beyries, inscrit Monument Historique.

## Héraldique
| Blason de Beyries | Blason  | D'or à la barre de pourpre, accompagnée en chef d'une coquille versée de sable, et brochant sur le tout, en chef-senestre, à une cloche du même, et en pointe, à une vache arrêtée d'argent, la tête de face. |
| Blason de Beyries | Détails | Bulletin municipal mars 2022 |